# Arta calidalis
Arta calidalis är en fjärilsart som beskrevs av George Francis Hampson 1906. Arta calidalis ingår i släktet Arta och familjen mott. Inga underarter finns listade i Catalogue of Life.